# Чон Чі Со
Чон Чі Со (кор. 정지소, справжнє ім'я Хьон Син Мін кор. 현승민) — південнокорейська акторка.

## Біографія
Хьон Син Мін народилася 17 вересня 1999 року в столиці Республіки Корея Місті Сеул. Перед початком акторської кар'єри вона декілька років займалася фігурним катанням. Свою акторську кар'єру Син Мін розпочала у 2012 році з невеликої ролі в мелодраматичному серіалі «Травнева королева». У наступні декілька років Син Мін здебільшого грала ролі головних персонажів фільмів та серіалів в юному віці. Підвищенню популярності молодої акторки сприяла роль в відомому фільмі «Паразити», в якому вона вдало зіграла роль старшої доньки багатої родини. Перед початком зйомок в якому Син Мін вирішила взяти сценічне ім'я Чон Чі Со. У лютому 2020 відбулася прем'єра містичного серіалу «Метод», одну з головних ролей в якому грає Чі Со.

## Фільмографія

### Телевізійні серіали
| Рік  | Назва                                       | Роль             | Мережа   |
| ---- | ------------------------------------------- | ---------------- | -------- |
| 2012 | «Травнева королева»                         | юна Чан Ін Хва   | MBC      |
| 2012 | «Це було кохання»                           | Чхве Сон Чон     | MBC      |
| 2013 | «Самсен'ї»                                  | юна Сок Сам Сон  | KBS2     |
| 2013 | «Лезо та пелюстка»                          | Чо Хї            | KBS2     |
| 2013 | «Імператриця Кі»                            | юна Кі Син Нян   | MBC      |
| 2013 | «Ин Гук та гидке каченя» (спеціальна драма) | Ин Су            | KBS2     |
| 2014 | «Мої весняні дні»                           | Кан Пу Рим       | MBC      |
| 2015 | «Хайд Джекіл та я»                          | юна Чан Ха На    | SBS      |
| 2015 | «Чудова політика»                           | Ин Соль          | MBC      |
| 2016 | «W — Два світи»                             | юна О Йон Чжу    | MBC      |
| 2020 | «Метод»                                     | Пек Со Чжін      | tvN      |
| 2021 | «Імітація»                                  | Лі Ма Ха         | KBS2     |
| 2021 | «Доля до ваших послуг»                      | Со Ньо Сін       | tvN      |
| 2022 | «Вихід після завіси»                        | Со Юн Хї         | KBS2     |
| 2022 | «Слава» (вебсеріал)                         | молода Мун До Ин | нетфлікс |

### Фільми
| Рік  | Назва                            | Роль                    |
| ---- | -------------------------------- | ----------------------- |
| 2014 | «Донька»                         | юна Сан                 |
| 2015 | «Тигр: Історія старого мисливця» | Сон Ї (донька Чхіль Гу) |
| 2019 | «Паразити»                       | Пак Да Хє               |
| 2021 | «Проклятий: Молитва мерця»       | Пек Со Чжін             |
| 2022 | «Люди з пластику»                |                         |

## Нагороди
| Рік  | Нагорода                          | Категорія                                  | Робота                           | Результат | Примітки |
| ---- | --------------------------------- | ------------------------------------------ | -------------------------------- | --------- | -------- |
| 2012 | 31-ша Премія MBC драма            | Краща юна акторка                          | «Травнева королева»              | Номінація |          |
| 2013 | 27-ма Премія KBS драма            | Краща юна акторка                          | «Лезо та пелюстка» та «Самсен'ї» | Номінація |          |
| 2020 | 25-та Кінопремія «Вибір критиків» | Кращий акторський ансамбль                 | «Паразити»                       | Номінація | [ 3 ]    |
| 2020 | 26-та Премія Гільдії кіноакторів  | Найкращий акторський склад в ігровому кіно | «Паразити»                       | Перемога  | [ 4 ]    |
| 2022 | 36-та Премія KBS драма            | Краща нова акторка                         | «Вихід після завіси»             | Перемога  | [ 5 ]    |
| 2022 | Премія розваг MBC                 | Спеціальна нагорода (категорія вар'єте)    | «Тусовка з тобою»                | Перемога  |          |